# トムラ
トムラ（トムラ・システムズ、ノルウェー語: Tomra Systems ASA）は、資源回収・リサイクル事業やソーティング事業に関連するソリューションを提供する多国籍企業。ノルウェー・アスケーに本社を置き、世界80カ国以上で事業を展開している。日本では住友商事との合弁企業であるトムラ・ジャパン株式会社が事業を行っている。オスロ証券取引所上場企業（OSE: TOM）。

## 沿革
1972年4月1日、アスケーに住むPetter PlankeとTore Plankeの兄弟が、空の飲料容器を簡単に回収できる機器の提供を、地元の食料品店を顧客に開始することで創業、1974年にスウェーデンのワイン販売業者による受注を獲得したことから評判を呼び、続いてヨーロッパ諸国やアメリカ合衆国の企業と相次いで受注契約が結ばれた。アメリカで従来のガラス瓶容器に代わり普及の始まったペットボトルの認識技術を備えた回収機器を1977年、他社に先駆けて開発したことで事業が伸び、1985年に株式上場企業となった。1992年、資源輸送会社のNEROCを買収したことで、回収機器の提供に留まらない総合的なリサイクル事業者への飛躍を果たし、アメリカでの売上の大きな伸びと新型自動回収機の投入が会社の成長を支えた。
2000年代には企業の戦略的買収を相次いで行ったことで売上が2倍以上に伸び、2010年、食品ソーティング技術に強みを持つアイルランドのOdenbergを買収、多くの買収に伴いグループ会社が増加したため、2015年にグループ内の事業者をトムラのブランド名に統一した。現在のトムラは、売上の約7割を占める資源回収・リサイクル事業に加えて、食品や鉱物を対象とするソーティング事業を行っている。

## 日本におけるトムラ

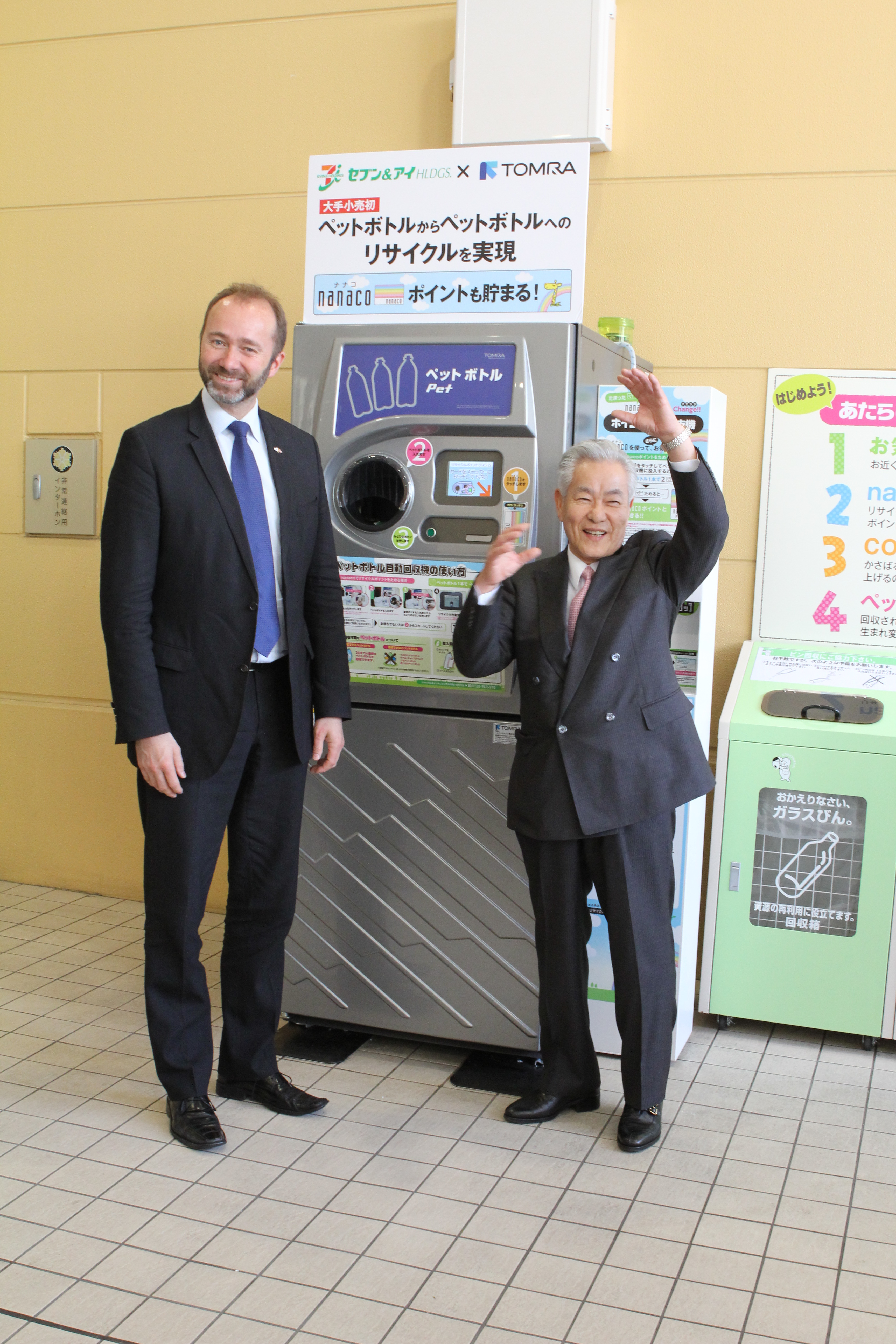
トムラ製のペットボトル自動回収機（アリオ北砂店）

日本では2001年に東京にオフィスが設けられ、2008年7月、住友商事との合弁（各50％出資）による「トムラ・ジャパン株式会社」が設立された。飲料容器や古紙のリサイクルに関するソリューションを提供しており、東京（八丁堀）に本社を持つ。
現在、セブン&アイ・ホールディングスやイオングループなど、日本各地のショッピングセンター・スーパーで、トムラによるペットボトル・飲料缶の資源回収機や、古紙のリサイクルステーションが設置されており、一般の消費者が利用することができる。また、東京都中野区における資源回収事業を受託している。
トムラ・ジャパン株式会社は、スーパー店頭におけるペットボトルの効率回収と国内循環への貢献が評価され、2017年、経済産業省が後援するリデュース・リユース・リサイクル推進功労者等表彰において、経済産業大臣賞を受賞した。